# Rozbójnik Rumcajs
Rozbójnik Rumcajs (cz. O loupežníku Rumcajsovi) – czechosłowacki serial animowany dla dzieci, zrealizowany według cyklu powieści Václava Čtvrtka. Serial liczył 39 odcinków, jego kontynuacją był serial pt. Cypisek – syn rozbójnika Rumcajsa z 1972 roku.
Serial opowiada o perypetiach rozbójnika Rumcajsa z rzaholeckiego lasu i jego rodziny – żony Hanki i syna Cypiska. Głównym wątkiem serialu jest konflikt między rozbójnikiem a księciem panem, zamieszkującym w zamku w pobliskim mieście Jiczyn.
W czeskim oryginale żona rozbójnika Rumcajsa nosi imię Manka.

## Obsada głosowa
- Lenka Němečková – Hanka
- Kryštof Břunda – Cypisek
- Miloš Břunda – Rumcajs
- Vojta Novotný – książę pan
- Klára Bartošová – Słoneczko
- Šárka Horáčková – księżna pani

## Wersja polska
Wersja polska: Studio Opracowań Filmów w Łodzi
- Bogusław Sochnacki – narrator
- Ryszard Dembiński – Rumcajs
- Magdalena Habdak-Białobrzeska
- Alicja Jóźwiak-Krawczyk
- Barbara Krukowska-Marszałek
- Bohdan Wróblewski

i inni

## Spis odcinków
| N/o            | Polski tytuł                                              | Oryginalny tytuł                             |
| -------------- | --------------------------------------------------------- | -------------------------------------------- |
|                |                                                           |                                              |
| SERIA PIERWSZA |                                                           |                                              |
|                |                                                           |                                              |
| 01             | Jak szewc Rumcajs został rozbójnikiem                     | Jak se švec Rumcajs stal loupežníkem         |
|                |                                                           |                                              |
| 02             | Jak Rumcajs przechytrzył Księcia Pana                     | Jak Rumcajs přechytračil knížepána           |
|                |                                                           |                                              |
| 03             | Jak Rumcajs uratował cztery skowronki                     | Jak Rumcajs vychoval čtyři pěničky           |
|                |                                                           |                                              |
| 04             | Jak Rumcajs podarował Hance słoneczny pierścionek         | Jak dal Rumcajs Mance sluneční prstánek      |
|                |                                                           |                                              |
| 05             | Jak Rumcajs skradł jabłko                                 | Jak Rumcajs loupil jablko                    |
|                |                                                           |                                              |
| 06             | Sztuczki don Mirakla                                      | Kousky Dona Mirákla                          |
|                |                                                           |                                              |
| 07             | Jak Rumcajs rozprawił się z generałem                     | Jak Rumcajs překejchal generála              |
|                |                                                           |                                              |
| 08             | Jak Rumcajs przez kukułkę trafił do więzienia             | Jak Rumcajs pro kukačku padl málem do vězení |
|                |                                                           |                                              |
| 09             | Jak Rumcajs został nauczycielem tańca                     | Jak Rumcajs dělal tancmajstra                |
|                |                                                           |                                              |
| 10             | Jak Rumcajs walczył ze smokiem                            | Jak měl Rumcajs patálii s drakem             |
|                |                                                           |                                              |
| 11             | Jak Rumcajs szukał korka od stawu                         | Jak Rumcajs hledal špunt od rybníka          |
|                |                                                           |                                              |
| 12             | Jak zakuto Rumcajsa w kajdany                             | Jak Rumcajs upadl do okovů                   |
|                |                                                           |                                              |
| 13             | Jak buty sprowadziły Rumcajsa na dobrą drogę              | Jak Rumcajse přivedly boty k poctivosti      |
|                |                                                           |                                              |
| SERIA DRUGA    |                                                           |                                              |
|                |                                                           |                                              |
| 14             | Jak Rumcajs stał się z powrotem zbójnikiem                | Jak se Rumcajs dal znovu na loupežničinu     |
|                |                                                           |                                              |
| 15             | Jak Rumcajs wypędził suma ze stawu                        | Jak Rumcajs kočíroval sumce Holdegrona       |
|                |                                                           |                                              |
| 16             | Jak Rumcajs obrzydził kapustę Księciu Panu                | Jak Rumcajs osolil knížepánovi zelí          |
|                |                                                           |                                              |
| 17             | Jak Rumcajs leczył kukułkę                                | Jak Rumcajs léčil kukačku                    |
|                |                                                           |                                              |
| 18             | Jak Rumcajs z olbrzymem mieli pojedynek na rąbanie drewna | Jak Rumcajs s obrem štípali o Řáholec dříví  |
|                |                                                           |                                              |
| 19             | Jak myśliwy Muszka pasł pszczoły                          | Jak myslivec Muška pásl včely                |
|                |                                                           |                                              |
| 20             | Jak Rumcajs oswobodził Hankę                              | Jak Rumcajs vydobyl Manku na svobodu         |
|                |                                                           |                                              |
| 21             | Jak Rumcajs uratował Kubę od służby wojskowej             | Jak Rumcajs pomáhal Kubovi z vojny           |
|                |                                                           |                                              |
| 22             | Jak Rumcajs zachorował i potem się wyleczył               | Jak Rumcajs stonal a zase se uzdravil        |
|                |                                                           |                                              |
| 23             | Jak Rumcajs rozpalił pod kotłem                           | Kterak Rumcajs zatopil pod kotlem            |
|                |                                                           |                                              |
| 24             | Jak Rumcajs został na godzinę cesarzem                    | Jak se stal Rumcajs na hodinu císařpánem     |
|                |                                                           |                                              |
| 25             | O kołowrotku wodnika                                      | O vodnickém kolovrátku                       |
|                |                                                           |                                              |
| 26             | Jak Rumcajs na koniec stał się uczciwym człowiekiem       | Jak se Rumcajs nakonec vrátil k poctivosti   |
|                |                                                           |                                              |
| SERIA TRZECIA  |                                                           |                                              |
|                |                                                           |                                              |
| 27             | Jak Rumcajs szedł po zapinkę do włosów                    | Jak šel Rumcajs pro mašličkovou sponku       |
|                |                                                           |                                              |
| 28             | Jak Cypisek pilnował studzienki                           | Jak Cipísek chránil jelení studánku          |
|                |                                                           |                                              |
| 29             | Jak Rumcajs poszedł do Kartuz po pszczoły                 | Jak šel Rumcajs do Kartouz pro včely         |
|                |                                                           |                                              |
| 30             | Jak Rumcajs naprawił cesarski trakt                       | Jak Rumcajs vyspravil císařskou silnici      |
|                |                                                           |                                              |
| 31             | Jak Cypisek poszedł do Jiczyna po chleb                   | Jak šel Cipísek do Jičína pro chleba         |
|                |                                                           |                                              |
| 32             | Jak Rumcajs ponownie spotkał się z olbrzymem              | Jak se Rumcajs podruhé potkal s Rabijákem    |
|                |                                                           |                                              |
| 33             | Jak Rumcajs niepokoił się o Hankę                         | Jak měl Rumcajs velkou starost o Manku       |
|                |                                                           |                                              |
| 34             | Jak Cypisek wybierał się w świat                          | Jak chtěl Cipísek do světa                   |
|                |                                                           |                                              |
| 35             | Jak Rumcajs uratował tęczę                                | Jak Rumcajs vysadil duhu na nebe             |
|                |                                                           |                                              |
| 36             | Jak Rumcajs wypędził z Rzaholeckiego lasu dębowe ludziki  | Jak Rumcajs vyhnal z Řáholce dubové mužíky   |
|                |                                                           |                                              |
| 37             | Jak Rumcajs uratował miejską bramę                        | Jak se Rumcajs postaral o věžovou bránu      |
|                |                                                           |                                              |
| 38             | Jak książę Pan wybrał sobie zastępcę                      | Jak knížepán poslal za sebe nájemníka        |
|                |                                                           |                                              |
| 39             | Jak Cypisek odzyskał słoneczny pierścionek                | Jak si Cipísek střelil pro sluneční prstýnek |
|                |                                                           |                                              |